# Bene Tleilax
 (août 2024).
Le Bene Tleilax est une société fictive du monde imaginaire de Dune, créé par Frank Herbert dans le roman du même nom.
Le Bene Tleilax, qui a pour ville-capitale Bandalong, n’est pas apprécié par le reste de l’Empire et des Maisons du Landsraad, en raison du secret qui l’entoure, entraînant de la suspicion, mais aussi par la révulsion que causent leurs agissements et leurs manipulations (les cuves Axolotl en sont un exemple parfait). Longtemps jalousé par les Atréides[réf. nécessaire] pour leur avance technologique, le Bene Tleilax finit par fuir le Landsraad sous la pression des prêtres de Jadacha[réf. nécessaire].
Simples évocations dans les premiers tomes de la saga de Dune, les Tleilaxu prennent de plus en plus d’importance : dans l'Empereur-Dieu de Dune, le Bene Tleilax fournit les gholas Duncan Idaho à Leto II, et, dans les deux tomes suivants, Les Hérétiques de Dune et La Maison des Mères, ils ont un rôle déterminant.

## Société et religion
Les Tleilaxu forment une société de créatures humanoïdes (humains et Danseurs-Visage) spécialisées dans la génétique, avec des techniques très en avance sur le reste de l’univers. Ils contrôlent plusieurs planètes et ont un pouvoir équivalent aux principales maisons qui tiennent le pouvoir dans l’Imperium.
Contrairement au reste de l’Imperium qui fonctionne selon des principes féodaux, le Bene Tleilax serait une méritocratie basée sur le secret. Cependant, leur Conseil des Maîtres gouvernants (décrit dans Les Hérétiques de Dune) est depuis des millénaires composé des mêmes gholas de chefs fanatiques. Conditionnés à l’extrême, privés de leurs véritables personnalités, ils en perdent toute initiative. Hors Tylwyth Waff, Abdl et Mahaï (chef suprême, guide) de son peuple, on connaît d'eux Mirlat, Scytale et Torg le jeune.
Les Mondes du Landsraad n’ont jamais vu de femelle Tleilaxu car elles sont toutes vouées à la reproduction et gardées sous clef dans les « selamliks ». Cela a l’avantage de fermer le Tleilax à la Mémoire Seconde des Révérendes Mères, ce dont les maîtres généticiens finissent de s’assurer en brouillant les pistes de l'hérédité.
Les Tleilaxu sont une société religieuse fanatique, qui se considère comme en guerre sainte permanente avec le reste de l’univers. Le Maître Waff se considère comme en état de « lashkar » personnel lorsqu’il quitte Bandalong et les mondes tleilaxu. L’aversion des Tleilaxu envers les « powindah », ceux qui ne partagent pas leur foi, les oblige à subir de longs rituels purificateurs avant de réintégrer leur société après chaque voyage.
Lorsque Taraza sonde Scytale sur Rakis, dans les Hérétiques de Dune, elle lui trouve des convictions zensunni et zensoufi. On apprend dans le même livre que les Tleilaxu croient en une communion mystique avec Dieu, le « s'tori », qui ne passe pas par les mots ni par la raison. Il est d'ailleurs interdit d'énoncer verbalement la doctrine, ce qui serait sacrilège.
Les Tleilaxu suivent des rituels de purification, le « ghufran », et pratiquent une prosternation matutinale devant le soleil, à l'appel du Maître suprême ; ce dernier, et des muezzins à sa suite, crie alors « le soleil n'est pas Dieu ! » pour repousser l'idée d'idolâtrie . Leur langue sacrée et secrète est le « langage de l'Islamiyat », qu'eux seuls connaissent.
Le concept de caste est important pour les Tleilaxu. La société entière, la communauté, s'appelle le kehl, mais les femmes n'y comptent pas. Au sommet, les Masheikhs sont les maîtres, qui maîtrisent la génétique et qui gouvernent les hommes libres. Parmi ces derniers, on distingue les khasadars, la police qui doit aussi garder les frontières contre l'impureté powindah. Suivent les domels, des serviteurs conditionnés. Au bas de l'échelle se trouvent les Danseurs-Visage esclaves, et les femmes réduites à leur rôle reproducteur.

## Technologie
Ils sont surtout connus pour leurs prouesses biologiques, que personne ne parvient à reproduire, et notamment la fabrication des gholas dans les cuves Axolotl, dont le secret est révélé dans Les Hérétiques de Dune. Ils excellent à la création d’êtres humains plus ou moins pervertis. Ils nomment le code génétique « le langage de Dieu » et le maîtrisent excellemment : dans Le Triomphe de Dune, Waff parvient à créer des vers des sables marins pour que l’Épice survive à la désolation d’Arrakis.
Outre la génétique et les manipulations diverses, ils ont mis au point les Danseurs-Visage, êtres polymorphes utilisés surtout en tant qu’assassins (le plus célèbre est Scytale). Un Danseur-Visage est un caméléon humain pouvant transformer à son gré son apparence.

« Ses connexions nerveuses et musculaires ne ressemblaient en rien à celles des autres et il avait en plus la sympathico, un pouvoir mimétique qui lui permettait d’assumer l’apparence d’un autre être en même temps que sa psyché. »

« Nous sommes des hermaphrodites Jadacha. Nous changeons de sexe à volonté. Pour l’instant, je suis un homme. »

— Scytale
Scytale ne cesse de conspirer avec Farok, un Fremen. Pour approcher Paul Atréides, il prend l’apparence de Lichna, fille d’Otheym. Il manque de peu de réussir sa mission.
Pour une description du Bene Tleilax : 

« Les Tleilaxu faisaient montre d’une étonnante absence d’inhibition dans leurs créations. Leurs actes pouvaient n’être dirigés que par une curiosité sans limites. Ils prétendaient pouvoir construire n’importe quoi à partir d’un matériau humain brut adéquat, des démons ou des saints. Ils vendaient des mentats-tueurs (un peu comme Piter de Vries). Ils avaient réussi à obtenir un médic assassin qui n’était pas asservi aux inhibitions de l’école Suk qui interdisaient d’ôter la vie. Sur demande, ils pouvaient fournir des domestiques zélés, des jouets érotiques pour tous les goûts, des soldats, des généraux, des philosophes et même à l’occasion un moraliste. »

Plus tard, ils vendent des limaces géantes à la délicieuse chair de cochon, les limachons (ou lochons dans une autre traduction), ce qui achève de les rendre répugnants aux yeux des étrangers.
Idar Fen Adjica sème les graines qui permettront aux Tleilaxu de produire de l'Épice artificielle après la mort de Leto II. Mais il crée aussi les Danseurs-Visage améliorés, qui manqueront de détruire l'Humanité dans les événements décrits par Les Chasseurs de Dune et Le Triomphe de Dune.

## Histoire
Le Bene Tleilax est entré en quasi-conflit avec la Maison Atréides lors de la jeunesse du Duc Leto, croyant que la frégate de celui-ci avait détruit un vaisseau Tleilaxu qui se trouvait à bord d’un Long-Courrier de la Guilde. Seul un jugement par forfaiture devant le Landsraad a permis à Leto de s’en tirer et de laver son honneur.
Dans le deuxième tome du cycle initial de Dune, Le Messie de Dune, Bene Tleilax est mentionné comme étant une « société prospère, fondée sur la connaissance, le savoir et la raison »[réf. nécessaire].
Le manque de morale des Tleilaxu finit par se retourner contre eux : les Honorées Matriarches originelles comptaient en effet quelques femmes tleilaxu en fuite. Elles en ont conçu une haine éternelle envers les Bene Tleilax qu'elles finiront par détruire dans Les Chasseurs de Dune. Seul survivra le Maître Scytale qui, recueilli par le Bene Gesserit, parviendra enfin à cloner ses pairs pour fonder une nouvelle culture tleilaxu, mais cette fois en libérant les femmes.

## Tleilaxu importants dans le Cycle de Dune
- Idar Fen Adjica
- Tuk Keedair
- Scytale
- Tylwyth Waff